# MIDI Maze
MIDI Maze ist ein Multiplayer-Computerspiel für den Atari ST, ca. 1987 herausgegeben vom Verleger Hybrid Arts. Es ist das erste kommerzielle Produkt des Entwicklers Xanth F/X, dessen Design-Team in der Vergangenheit bereits Fuji-Boink, Shiny Bubbles und andere Grafikdemos als Public Domain Software für den Atari ST und Atari XE veröffentlicht hatte.

## Beschreibung
Bis zu 16 Computer werden über deren MIDI-Schnittstellen zu einem kleinen Netzwerk verbunden (ein sogenannter MIDI-Ring). Die MIDI-Out-Buchse eines jeden Rechners wurde mit dem MIDI-In des nächsten Atari verbunden, bis der Ring vollständig aufgebaut war. Ein Rechner fungierte als „Master-Rechner“, von dem aus auch der MIDI-Ring auf einwandfreie Funktion getestet werden konnte.
Als Spielfläche dient ein Pac-Man-ähnliches Labyrinth, das aus der Sicht jedes Spielers in einfacher 3D-Darstellung angezeigt wird. Die Spieler werden als große Smileys dargestellt, die sich gegenseitig jagen und abschießen können.
Der inoffizielle Nachfolger MIDI-Maze II (1989) bot neue Optionen wie automatisches Feuer-Erwidern und wurde von Markus Fritze (Spiel) und Christoph Pagalies (Editor) entwickelt. Es existierte auch noch eine dem Original ähnlichere verbesserte Version namens „Midimaze Plus“ (1991) von Robert Spahl (Programmierung) und Werner Spahl (Grafik), die neben einem Kompass vor allem mehr Spielerinformationen bot.
Ebenfalls 1991 erschien für verschiedene Nintendo-Konsolen der Nachfolger Faceball 2000.
MIDI-Maze war ein früher Vertreter des Genres „First-Person-Shooter“ und sehr wahrscheinlich der erste Mehrspieler-Ego-Shooter. Aufgrund dieser Eigenschaft wurden mit diesem Spiel -vornehmlich in den USA- die ersten Formen von LAN-Partys veranstaltet. Auch heute gibt es immer noch regelmäßige LAN-Partys mit MIDI-MAZE.
Die heutigen Spielversionen arbeiten über LAN/WLAN.
Netmaze ist ein GPL-lizenzierter Clone, der unter X11 und über Internet spielbar ist. Netmaze wird inzwischen in der Forschung als Simulator für Robotersoftware eingesetzt.

## Rezeption
Das deutsche Magazin Power Play wertete, dass Midi Maze als Einzelspieler-Spiel „recht langweilig“ sei, als Mehrspieler-Spiel aber „eines der besten Computerspiele weit und breit“. Nachteilig sei, dass man mehrere Computer koppeln müsse, was den Nutzerkreis des Spiels stark einschränke.